# Triángulo Esmeralda
El Triángulo Esmeralda (Emerald Triangle) es una región en el norte de California, llamada así debido a que es la región productora de cannabis más grande de los Estados Unidos. La región incluye tres condados:
- Condado de Humboldt, en la costa
- Condado de Trinity, interior
- Condado de Mendocino, al sur

Los cultivadores han estado cultivando plantas de cannabis en esta región desde la época del Verano del Amor de San Francisco, en los años 1960s. El cultivo de cannabis en el Triángulo Esmeralda es la principal fuente de ingresos para muchos californianos y otros tantos trabajadores temporales que acuden a la zona en temporada alta de cosecha (alrededor de septiembre). Entre los lugareños se afirma que todos en esta región dependen directa o indirectamente del cultivo del cannabis. Esta industria brotó en la región con la aprobación de la Proposición 215 en 1996 en el Estado de California, legalizando así el uso de cannabis con fines medicinales en California. La aprobación de la Proposición 64 en 2016 legalizó la venta y distribución general de cannabis.

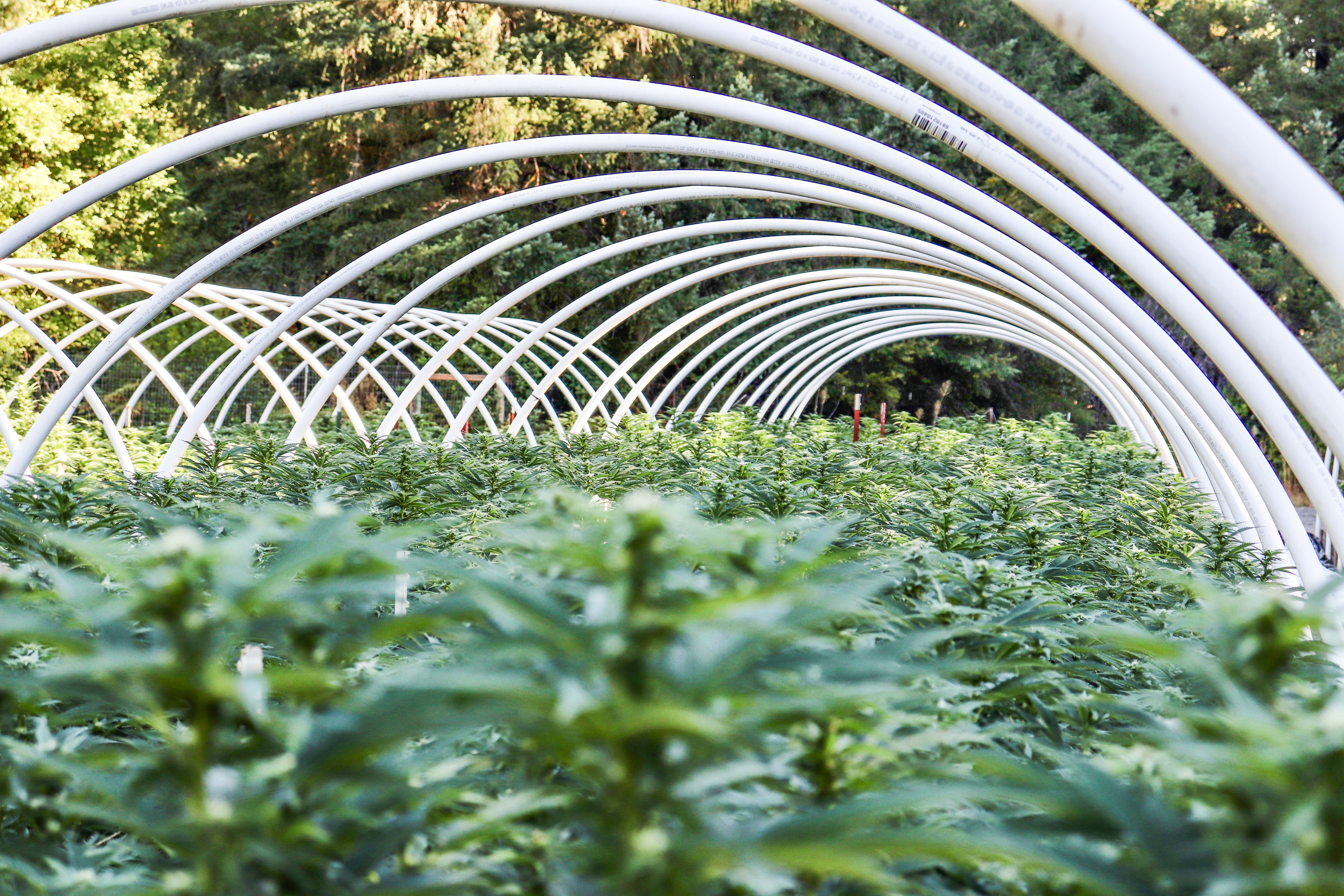
Plantación en Humboldt, California

## Historia
Cuando el cultivo de cannabis era ilegal, esta área era remota y la aplicación de la ley era limitada. La zona se ha ganado una reputación por el cannabis con un sabor y perfiles cannabinoides excepcionalmente buenos. 

## Población
La población total en el Triángulo Esmeralda es 236.250 según el censo de 2010. La mayoría de la población se encuentra ampliamente distribuida en las colinas boscosas y montañas que componen el área. Con un área de 28 847 km², la densidad de población del Triángulo Esmeralda es de 21 /mi2.
En esta región escasamente poblada, el área urbana más grande es la ciudad de Eureka en el condado de Humboldt, con una población cercana a las 50.000 personas. La segunda y tercera ciudades más grandes, mucho más grandes que cualquier otra ciudad de la región, son Arcata (también en Humboldt), con 17.231 habitantes, y Ukiah (en Mendocino), con 16.075 habitantes.

## Preocupaciones ambientales

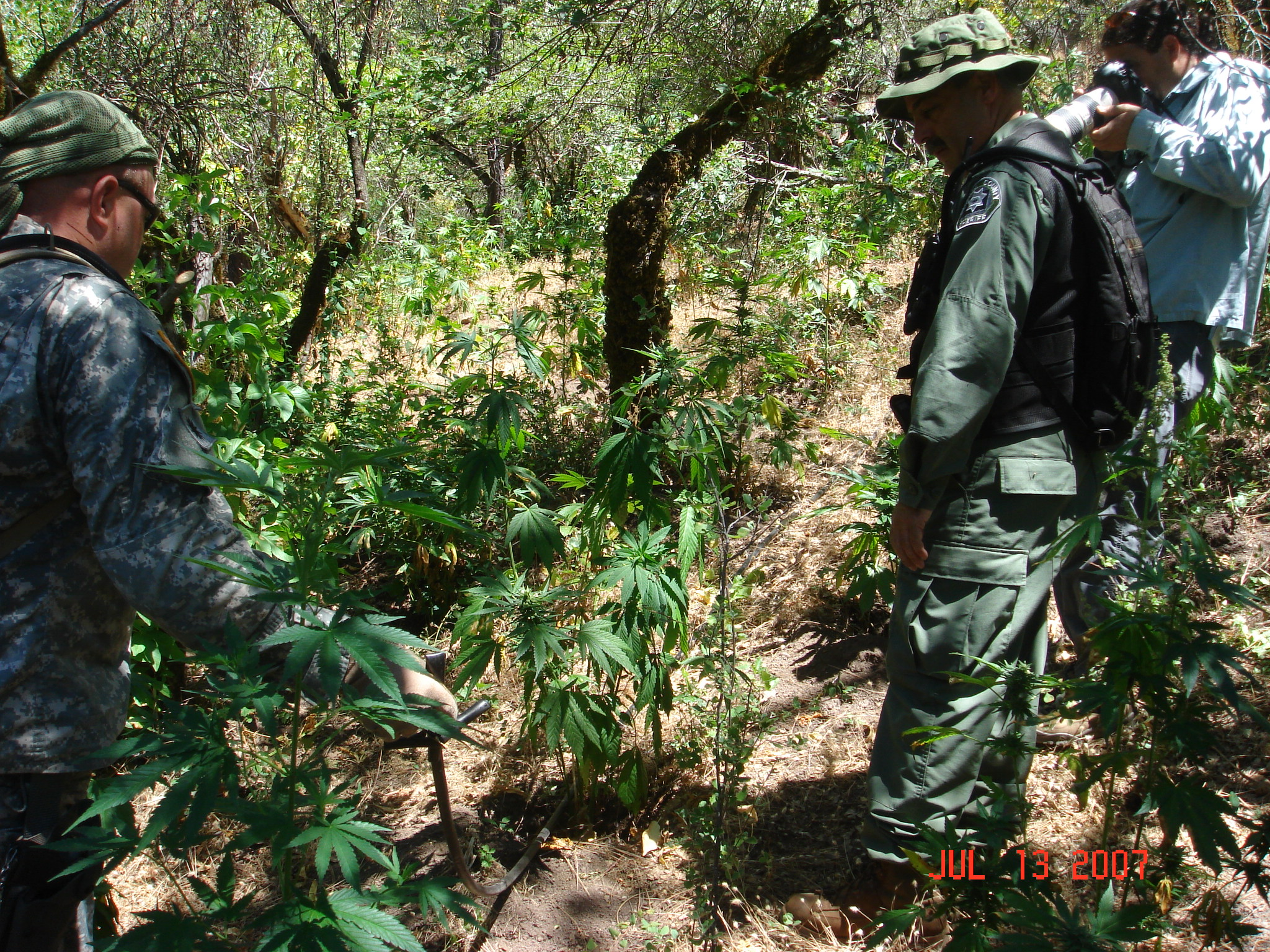
La Operation Alesia Forest Service trabaja con la Oficina del Sheriff del condado de Shasta y otros socios para erradicar los sitios de cultivo ilegal de marihuana en tierras públicas (2007)

Existe un impacto ambiental de la producción de cannabis al aire libre en el Triángulo Esmeralda, que en gran medida no está regulado. Estos efectos incluyen la construcción ilegal de represas, el desvío y la toma de agua de los arroyos (especialmente durante el verano), y también la escorrentía cargada de pesticidas en los arroyos, todo lo cual degrada la actividad pesquera del salmón. La tala rasa y la construcción de carreteras para las plantaciones de cannabis también pueden degradar el medio ambiente y poner en peligro el salmón. Los cultivos a menudo ocurren ilegalmente en terrenos públicos.

## Demanda de vigilancia
En 1984, los residentes de Humboldt presentaron una demanda federal alegando que habían sido objeto de vigilancia ilegal por parte de aviones de reconocimiento de gran altitud U-2 desplegados por el grupo de trabajo de múltiples agencias con sede en California que comenzó el año anterior, la Campaña contra la siembra de marihuana.

## En la cultura popular
- The Lookouts, fundado en 1985 por Larry Livermore, quien también fundó Lookout! Records, fue la primera banda de Tré Cool. La banda de punk rock que lleva el nombre del puesto de vigilancia de incendios en Iron Peak en el condado de Mendocino, lo que llevó a los cultivadores de marihuana locales a amenazar con incendiar la casa de Livermore por llevar demasiada publicidad a su región montañosa aislada del Triángulo Esmeralda cerca de Spyrock.[12] La banda escribió muchas canciones sobre los alrededores de Mendocino Homeland y Spy Rock Road, un álbum que lleva el nombre de la carretera bordeada de cultivos de marihuana que conduce a Iron Peak.

- En el programa de televisión Lost, durante las escenas de flashback del episodio Further Instructions, John Locke recoge a un autoestopista que resulta ser un oficial de policía encubierto en la Ruta estatal 36 y lo lleva de regreso a una granja cerca de Bridgeville, donde cultivan marihuana en un invernadero.
- Humboldt County es una comedia dramática de 2008 sobre un desertor de la escuela de medicina que conduce al norte del condado de Humboldt para vivir en una granja de marihuana.[13]
- En Object Impermanence, un episodio de Weeds (del canal Showtime), Nancy Botwin conduce hasta el cultivo de marihuana al aire libre con trampas explosivas de Heylia James en el condado de Humboldt.
- En Pot Cops de Discovery Channel, una serie documental de 2013, siguió al Equipo de Control de Marihuana de la Oficina del Sheriff del Condado de Humboldt en 2013.[14]
- Budding Prospects de Amazon Prime fue un episodio piloto de 2017 de una serie que se establecería en el condado de Mendocino en la década de 1980. Amazon lanzó el piloto pero no dio luz verde a la serie.
- La serie de televisión Murder Mountain de Netflix de 2018 examina la alta tasa de personas desaparecidas y asesinatos en el condado de Humboldt. El programa cubre la historia del cultivo ilegal de marihuana, incluida la relación de los agricultores locales y las autoridades locales mientras el área intenta hacer la transición a una industria legal del cannabis.[15]
- Sasquatch, la serie documental 2021 de Hulu, se basa en el asesinato de productores de marihuana en el condado de Mendocino en la década de 1990, supuestamente perpetrado por el Pie Grande.[16]